# Samoa en la Copa Mundial de Rugby
La Selección de rugby de Samoa participó en todas las ediciones de la Copa del Mundo de Rugby a excepción de Nueva Zelanda 1987 cuando polémicamente no fue invitada al torneo.
Manu Samoa obtuvo su mejor participación llegando a cuartos de final en Inglaterra 1991 y Sudáfrica 1995.

## Inglaterra 1991

### Plantel
Entrenador:  Su'a Peter Schuster

### Participación

#### Grupo C
| Equipo    | Gan. | Emp. | Per. | A favor | En contra | Puntos |
| --------- | ---- | ---- | ---- | ------- | --------- | ------ |
| Australia | 3    | 0    | 0    | 79      | 25        | 9      |
| Samoa     | 2    | 0    | 1    | 54      | 34        | 7      |
| Gales     | 1    | 0    | 2    | 32      | 61        | 5      |
| Argentina | 0    | 0    | 3    | 38      | 83        | 3      |

#### Cuartos de final
| 19 de octubre de 1991 | Escocia                                                      | 28 – 6 | Samoa                  | Estadio Murrayfield, Edimburgo,                                 |                                                                 |
|                       | Tries: Jeffrey , Stanger Con: Hastings (2) Pen: Hastings (4) |        | Pen: Vaea Drop: Bachop | Asistencia: 60.000 espectadores Árbitro(s): Derek Bevan (Gales) | Asistencia: 60.000 espectadores Árbitro(s): Derek Bevan (Gales) |

## Sudáfrica 1995

### Plantel
Entrenador:  Su'a Peter Schuster

### Participación

#### Grupo B
| Equipo     | Gan. | Emp. | Perd. | A favor | En contra | Puntos |
| ---------- | ---- | ---- | ----- | ------- | --------- | ------ |
| Inglaterra | 3    | 0    | 0     | 95      | 60        | 9      |
| Samoa      | 2    | 0    | 1     | 96      | 88        | 7      |
| Italia     | 1    | 0    | 2     | 69      | 94        | 5      |
| Argentina  | 0    | 0    | 3     | 69      | 87        | 3      |

#### Cuartos de final
| 10 de junio de 1995 | Sudáfrica                                                           | 42 – 14 | Samoa                                          | Estadio Ellis Park, Johannesburgo,                                |                                                                   |
|                     | Tries: Williams , Rossouw Andrews Con: Johnson (3) Pen: Johnson (2) |         | Tries: Tatupu Nu'uali'itia Con: (2) Fa'amasino | Asistencia: 54.169 espectadores Árbitro(s): Jim Fleming (Escocia) | Asistencia: 54.169 espectadores Árbitro(s): Jim Fleming (Escocia) |

## Gales 1999

### Plantel
Entrenador:  Bryan Williams

### Participación

#### Grupo D

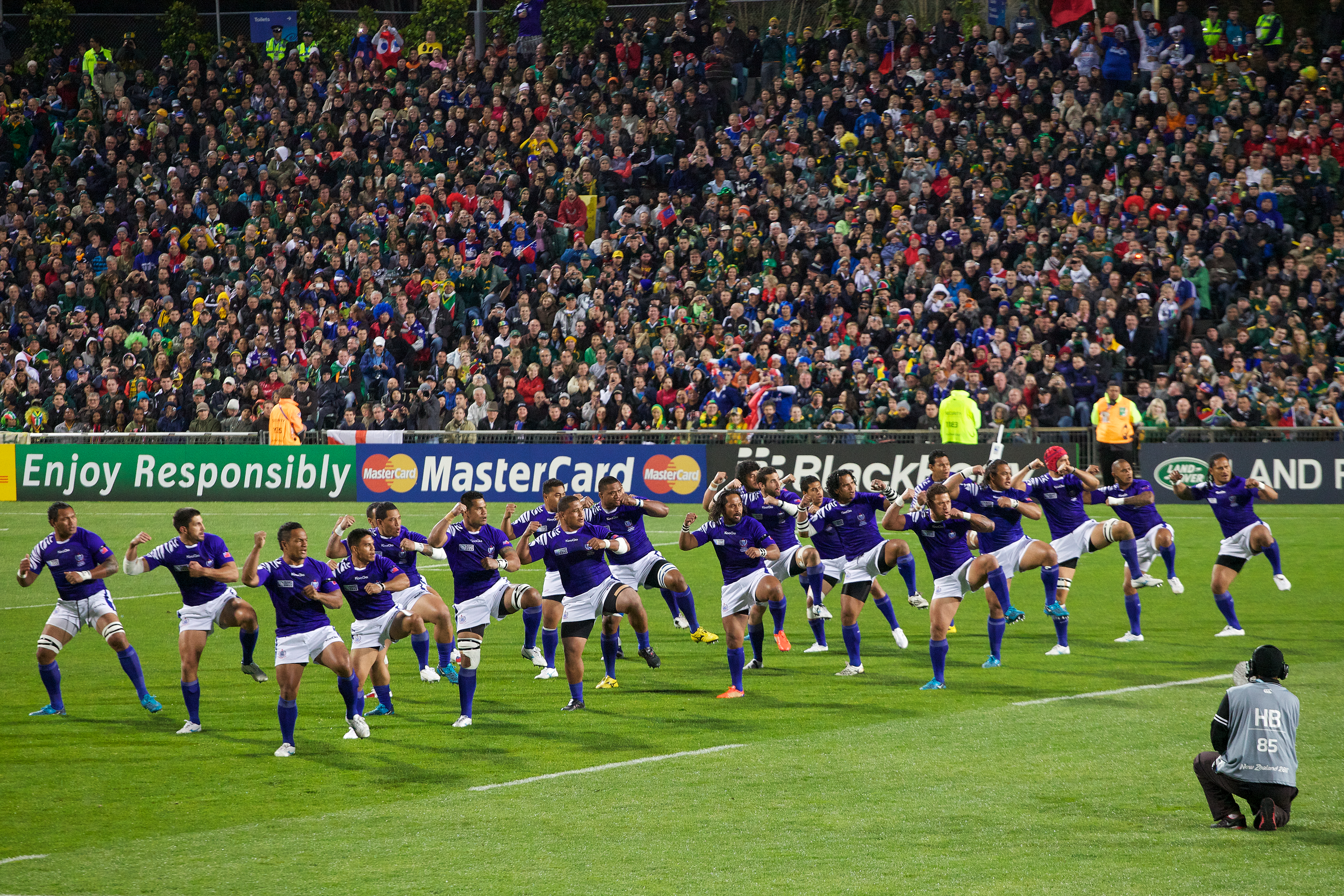
Samoa realizando la danza Siva Tau antes de su partido contra Sudáfrica.

| Equipo    | Gan. | Emp. | Per. | A favor | En contra | Puntos |
| --------- | ---- | ---- | ---- | ------- | --------- | ------ |
| Gales     | 2    | 0    | 1    | 118     | 71        | 4      |
| Samoa     | 2    | 0    | 1    | 97      | 72        | 4      |
| Argentina | 2    | 0    | 1    | 83      | 51        | 4      |
| Japón     | 0    | 0    | 3    | 36      | 140       | 0      |

#### Play-offs (octavos de final)
| 20 de octubre | Escocia | 35 - 20 | Samoa | Murrayfield Stadium, Edimburgo |  |

## Australia 2003

### Plantel
Entrenador:  John Boe

### Participación

#### Grupo C
| Equipo     | Gan. | Emp. | Per. | A favor | En contra | Extra | Puntos |
| ---------- | ---- | ---- | ---- | ------- | --------- | ----- | ------ |
| Inglaterra | 4    | 0    | 0    | 255     | 47        | 3     | 19     |
| Sudáfrica  | 3    | 0    | 1    | 184     | 60        | 3     | 15     |
| Samoa      | 2    | 0    | 2    | 138     | 117       | 2     | 10     |
| Uruguay    | 1    | 0    | 3    | 56      | 255       | 0     | 4      |
| Georgia    | 0    | 0    | 4    | 46      | 200       | 0     | 0      |

## Francia 2007

### Plantel
Entrenador:  Michael Jones

### Participación

#### Grupo A
| Posición | Equipo         | Partidos | Partidos | Partidos  | Partidos | Tantos  | Tantos    | Puntos bonus | Puntos |
| Posición | Equipo         | jugados  | ganados  | empatados | perdidos | a favor | en contra | Puntos bonus | Puntos |
| -------- | -------------- | -------- | -------- | --------- | -------- | ------- | --------- | ------------ | ------ |
| 1        | Sudáfrica      | 4        | 4        | 0         | 0        | 189     | 47        | 3            | 19     |
| 2        | Inglaterra     | 4        | 3        | 0         | 1        | 108     | 88        | 2            | 14     |
| 3        | Tonga          | 4        | 2        | 0         | 2        | 89      | 96        | 1            | 9      |
| 4        | Samoa          | 4        | 1        | 0         | 3        | 69      | 143       | 1            | 5      |
| 5        | Estados Unidos | 4        | 0        | 0         | 4        | 61      | 142       | 1            | 1      |

## Nueva Zelanda 2011

### Plantel
Entrenador: Titimaea Tafua

### Participación

#### Grupo D
| Posición | Selección | Partidos | Partidos | Partidos  | Partidos | Tries a favor | Tantos  | Tantos    | Tantos     | Puntos extra | Puntos |
| Posición | Selección | jugados  | ganados  | empatados | perdidos | Tries a favor | a favor | en contra | diferencia | Puntos extra | Puntos |
| -------- | --------- | -------- | -------- | --------- | -------- | ------------- | ------- | --------- | ---------- | ------------ | ------ |
| 1        | Sudáfrica | 4        | 4        | 0         | 0        | 21            | 166     | 24        | +142       | 2            | 18     |
| 2        | Gales     | 4        | 3        | 0         | 1        | 23            | 180     | 34        | +144       | 3            | 15     |
| 3        | Samoa     | 4        | 2        | 0         | 2        | 9             | 91      | 49        | +42        | 2            | 10     |
| 4        | Fiyi      | 4        | 1        | 0         | 3        | 7             | 59      | 167       | −108       | 1            | 5      |
| 5        | Namibia   | 4        | 0        | 0         | 4        | 5             | 44      | 266       | −222       | 0            | 0      |

## Inglaterra 2015

### Plantel
Entrenador: Stephen Betham

### Grupo B
| Posición | Selección      | Partidos | Partidos | Partidos  | Partidos | Tries a favor | Tantos  | Tantos    | Tantos     | Puntos extra | Puntos |
| Posición | Selección      | jugados  | ganados  | empatados | perdidos | Tries a favor | a favor | en contra | diferencia | Puntos extra | Puntos |
| -------- | -------------- | -------- | -------- | --------- | -------- | ------------- | ------- | --------- | ---------- | ------------ | ------ |
| 1        | Sudáfrica      | 4        | 3        | 0         | 1        | 23            | 176     | 56        | 120        | 4            | 16     |
| 2        | Escocia        | 4        | 3        | 0         | 1        | 14            | 136     | 93        | 40         | 2            | 14     |
| 3        | Japón          | 4        | 3        | 0         | 1        | 9             | 98      | 100       | -2         | 0            | 12     |
| 4        | Samoa          | 4        | 1        | 0         | 3        | 7             | 69      | 124       | -55        | 2            | 6      |
| 5        | Estados Unidos | 4        | 0        | 0         | 4        | 5             | 50      | 156       | -106       | 0            | 0      |

## Japón 2019
| Posición | Selección | Partidos | Partidos | Partidos  | Partidos | Tries a favor | Tantos  | Tantos    | Tantos     | Puntos extra | Puntos |
| Posición | Selección | Jugados  | Ganados  | Empatados | Perdidos | Tries a favor | a favor | en contra | Diferencia | Puntos extra | Puntos |
| -------- | --------- | -------- | -------- | --------- | -------- | ------------- | ------- | --------- | ---------- | ------------ | ------ |
| 1        | Japón     | 4        | 4        | 0         | 0        | 13            | 115     | 62        | +53        | 3            | 19     |
| 2        | Irlanda   | 4        | 3        | 0         | 1        | 18            | 121     | 27        | +94        | 4            | 16     |
| 3        | Escocia   | 4        | 2        | 0         | 2        | 16            | 119     | 55        | +64        | 3            | 11     |
| 4        | Samoa     | 4        | 1        | 0         | 3        | 8             | 58      | 128       | –70        | 1            | 5      |
| 5        | Rusia     | 4        | 0        | 0         | 4        | 1             | 19      | 160       | –141       | 0            | 0      |

## Francia 2023

### Grupo D
| Posición | Selección  | Partidos | Partidos | Partidos  | Partidos | Tries a favor | Tantos  | Tantos    | Tantos     | Puntos extra | Puntos |
| Posición | Selección  | jugados  | ganados  | empatados | perdidos | Tries a favor | a favor | en contra | diferencia | Puntos extra | Puntos |
| -------- | ---------- | -------- | -------- | --------- | -------- | ------------- | ------- | --------- | ---------- | ------------ | ------ |
| 1.       | Inglaterra | 4        | 4        | 0         | 0        | 17            | 150     | 39        | +111       | 2            | 18     |
| 2.       | Argentina  | 4        | 3        | 0         | 1        | 15            | 127     | 69        | +58        | 2            | 14     |
| 3.       | Japón      | 4        | 2        | 0         | 2        | 12            | 109     | 107       | +2         | 1            | 9      |
| 4.       | Samoa      | 4        | 1        | 0         | 3        | 11            | 92      | 75        | +18        | 3            | 7      |
| 5.       | Chile      | 4        | 0        | 0         | 4        | 4             | 27      | 215       | -188       | 0            | 0      |